# SZK Kolheti-1913 Poti
A Kolheti-1913 Poti (grúzul: ფკ კოლხეთი 1913 ფოთი, magyar átírásban: Szapehburto Klubi Kolheti-1913 Poti) egy grúz labdarúgócsapat, székhelye Potiban található.

## Európai kupákban való szereplés
- 1. s.kör = 1. selejtezőkör

| Szezon  | Versenykiírás  | Forduló    | Nemzetiség            | Klub                   | Eredmény |
| ------- | -------------- | ---------- | --------------------- | ---------------------- | -------- |
| 1996    | Intertotó-kupa | Csoportkör | FRA                   | EA Guingamp            | 1-3      |
|         |                | Csoportkör | Szerbia és Montenegró | FK Zemun               | 2-3      |
|         |                | Csoportkör | FIN                   | FF Jaro                | 0-2      |
|         |                | Csoportkör | ROM                   | FC Dinamo București    | 0-2      |
| 1997/98 | UEFA-kupa      | 1. s.kör   | BLR                   | Dinama Minszk          | 0-1, 2-1 |
| 1998/99 | UEFA-kupa      | 1. s.kör   | Szerbia és Montenegró | Crvena Zvezda          | 0-4, 0-7 |
| 1999    | Intertotó-kupa | 1. kör     | MKD                   | Cementarnica 55 Skopje | 2-4, 0-4 |